# N-Butylbenzolsulfonamid
N-Butylbenzolsulfonamid ist eine chemische Verbindung aus der Gruppe der Sulfonamide.

## Vorkommen
N-Butylbenzolsulfonamid wurde in der Rinde von Prunus africana und in Pseudomonas sp. nachgewiesen und herausgefunden, dass diese Substanz eine hohe antiandrogene Aktivität besitzt.

## Gewinnung und Darstellung
N-Butylbenzolsulfonamid kann durch Reaktion von n-Butylamin mit Benzolsulfonylchlorid gewonnen werden.

## Eigenschaften
N-Butylbenzolsulfonamid ist eine brennbare, schwer entzündbare, viskose, farblose Flüssigkeit mit ammoniakartigem Geruch, die sehr schwer löslich in Wasser ist.

## Verwendung
N-Butylbenzolsulfonamid wird als Weichmacher für Polyamide, Cellulosederivate und PVC verwendet.

## Sicherheitshinweise
N-Butylbenzolsulfonamid besitzt neurotoxische Wirkungen.